# The Coca-Cola Company

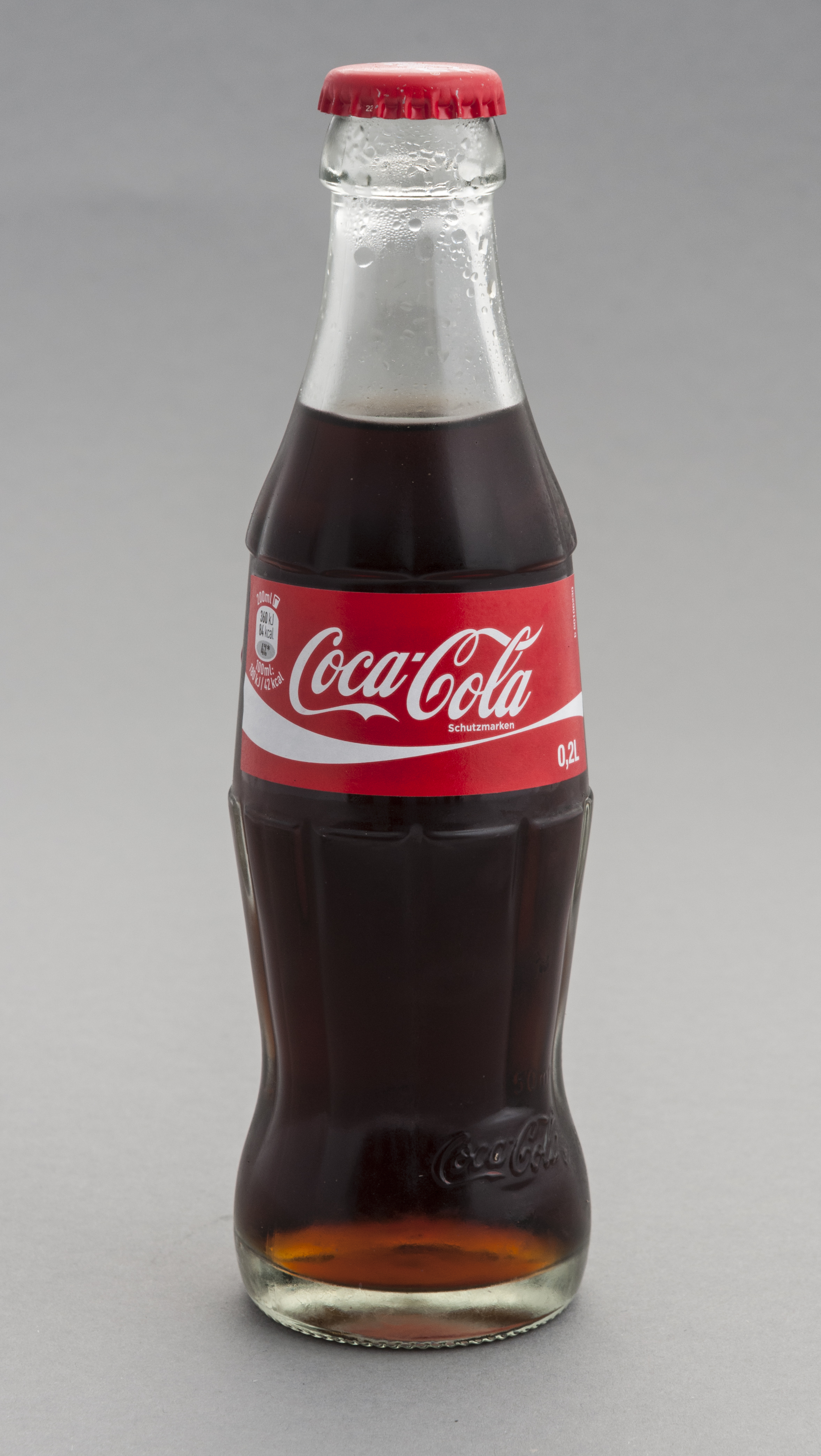
Coca-Cola

The Coca-Cola Company (рус. компания «Кока-Кола») — американская пищевая компания, крупнейший мировой производитель и поставщик концентратов, сиропов и безалкогольных напитков. Наиболее известным продуктом компании является напиток Coca-Cola. Штаб-квартира находится в столице штата Джорджия, Атланте.
В большинстве регионов мира компания работает не напрямую, а через полностью или частично контролируемые бутилирующие компании, в частности, в Восточной Европе действует через Coca-Cola HBC.

## История
В 1886 году фармацевт Джон Пембертон придумал этот напиток как средство для лечения зависимости от морфия и представил крупной аптеке Кока-Колу, состоявшую из воды, сахара, кофеина, экстрактов листьев коки и ореха кола, там напиток продавали по 5 центов за стакан. В 1888 году Пембертон скончался в нищете, а права были выкуплены у его вдовы предпринимателем Эйзой Кэндлером за 2300 долларов, который в 1892 году зарегистрировал эту компанию под названием Coca-Cola Company и за десять лет вместе с 50 сотрудниками создал национальный бренд Coca-Cola. В 1899 году было основано первое предприятие по производству этого напитка на правах франчайзинга. Такая модель, при которой головная компания ограничивалась производством концентратов напитков и их маркетингом, а сторонние компании покупали эти концентраты, разводили их подслащённой газированной водой, бутилировали и продавали, сохранялась большую часть XX века.
К 1905 году из состава «Кока-Колы» был исключён кокаин.
В 1919 году Coca-Cola Company была продана группе инвесторов во главе с Эрнестом Вудраффом за 25 млн долларов. Компания была перерегистрирована и стала публичной: было продано 500 000 акций по цене 40 долларов за шт. Самое крупное в то время IPO в пищевой промышленности.
В 1943 году в Европе и на севере Африки были основаны заводы по производству «Кока-Колы» для поднятия боевого духа воевавших там американских солдат, а также для распространения этого напитка по всему миру.
В 1960 году была куплена The Minute Maid Corporation, а в следующем году был начат выпуск напитка Sprite.
В 1986 году The Coca-Cola Company непосредственно контролировала 11 % производства напитков под своими брендами и решила увеличить эту долю, купив несколько бутилирующих компаний, в частности, JTL и Beatrice, но из-за нехватки собственных средств вынуждена была сформировать отдельную компанию, названную Coca-Cola Enterprises, пустив 51 % её акций в свободное обращение.
В 1990 году объём продаж впервые пересёк отметку в $10 млрд. В 1999 году The Coca-Cola Company приобрела права на реализацию продуктов под торговыми марками Schweppes, Canada Dry, Dr Pepper и Crush в 157 странах, исключая США, Канаду и Мексику, а также часть Европы. В 2002 году на рынки был представлен напиток Vanilla Coke.
В 2010 году Coca-Cola Enterprises перешла в полную собственность The Coca-Cola Company. После завершения выкупа акций была основана новая компания Coca-Cola Enterprises, в которую были выделены подразделения старой в западной Европе. В ноябре 2015 года эта компания объединилась с Coca-Cola Iberian Partners SA и Coca-Cola Erfrischungsgetränke AG в компанию Coca-Cola European Partners.
24 сентября 2018 года The Coca-Cola Company приобрела французский бренд освежающих напитков с фруктовым нектаром, родниковой воды и содовой Tropico. Данный шаг был обусловлен тем, что французский бренд демонстрировал устойчивый рост на рынке фруктовых напитков (рост на 4,9 % в период 2014—2017 год). В 2019 году за 3,9 млрд фунтов стерлингов была куплена британская сеть кофеен Costa Coffee; около 4 тыс. кофеен кроме Великобритании имеются в других странах Европы, а также в Азии и на Ближнем Востоке. В январе 2020 года был поглощён производитель молочной продукции Fairlife, он базируется в Чикаго, его продукция (ароматизированное молоко) продаётся в США, Канаде и Китае. В ноябре 2021 года был куплен производитель спортивных напитков Body Armor, сумма сделки составила 5,6 млрд долларов.

## Биржа

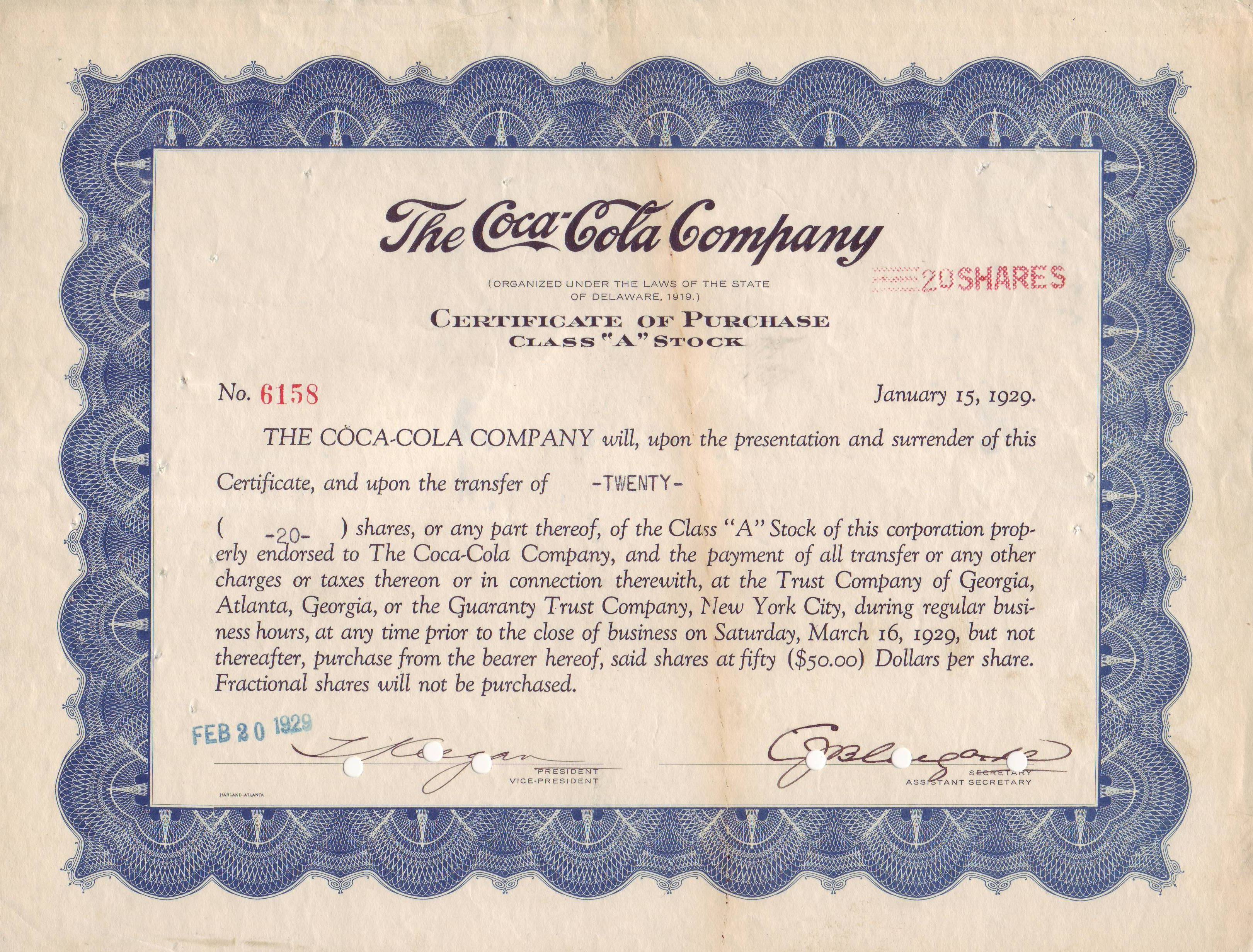
Сертификат на покупку равноценной 20 обычным акциям акции класса A The Coca-Cola Company. Выпущен 20 февраля 1929 года

С 1919 года Coca-Cola является публичной компанией, её акции размещены на Нью-Йоркской фондовой бирже под тикером «KO». Купленная в 1919 году за 40 долл. одна акция компании с учётом реинвестирования всех дивидендов в 2012 году стоила бы 9,8 млн долл. (то есть ежегодный рост цены акции составляет 10,7 % с поправкой на инфляцию). Банк-предшественник SunTrust, получивший в 1919 году 100 тыс. долл. акциями Coca-Cola за андеррайтинг, в 2012 году продал их за 2 млрд долл. В 1987 году Coca-Cola снова вошла в число 30 компаний, чьи акции составляет основу индекса Dow Jones Industrial Average, ранее компания входила в его состав с 1932 по 1935 год. С 1920 года компания выплачивает дивиденды, к 2019 году постоянный рост их размера длится 57 лет.

## Собственники и руководство

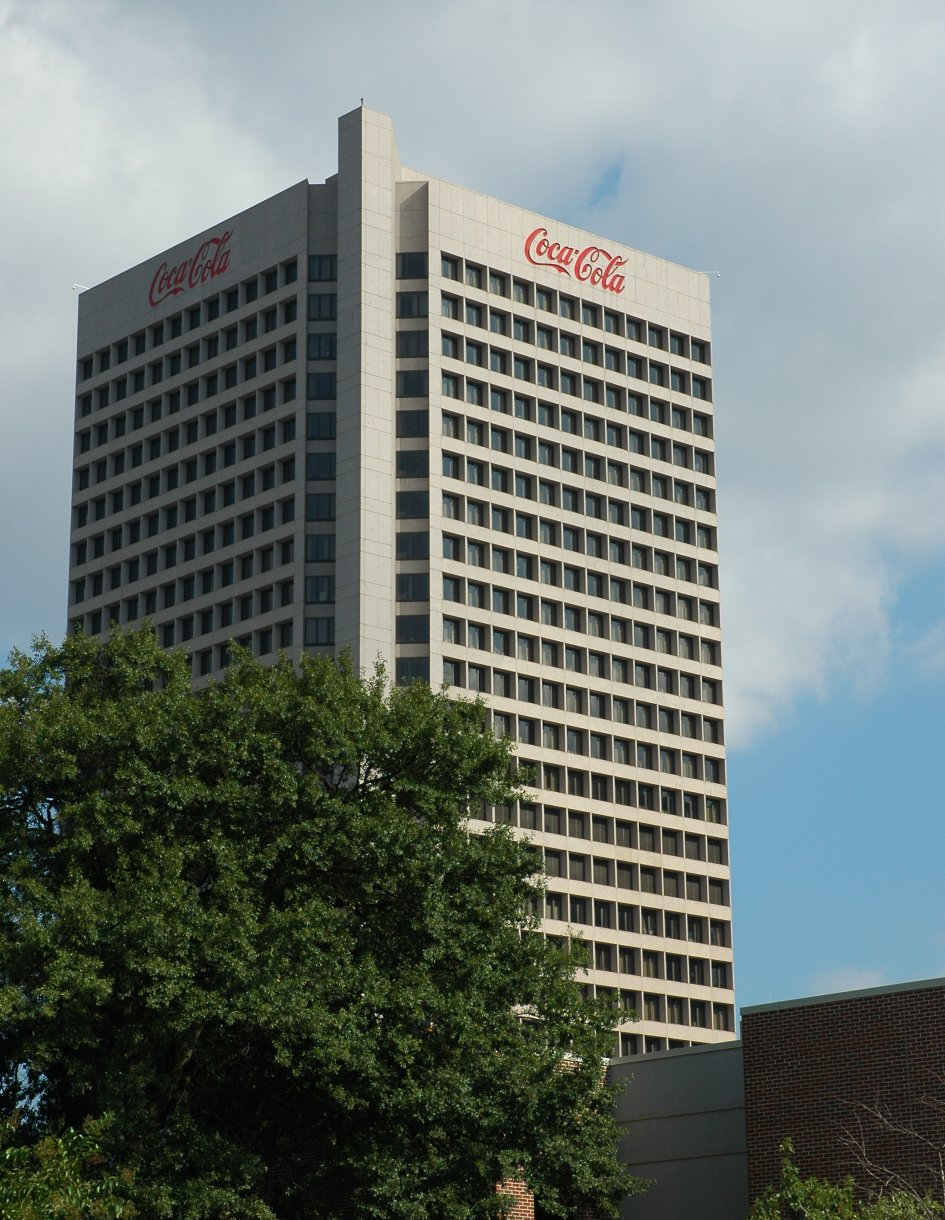
Одно из зданий The Coca-Cola Company в Атланте

Компания является одной из крупнейших в США, её акции допущены к торговле на площадке NYSE и входят в индексы DJIA и S&P 500.
Крупнейшими акционерами по состоянию на конец 2022 года были:
- Berkshire Hathaway, Inc — 9,24 %;
- The Vanguard Group — 8,50 %;
- BlackRock — 7,19 %;
- State Street Corporation — 4,02 %;
- Fidelity Management and Research Company — 2,03 %;
- JPMorgan Chase — 1,85 %;
- Morgan Stanley — 1,83 %;
- Geode Capital Management — 1,76 %;
- Columbia Insurance Company — 1,85 %;
- Wellington Management Company — 1,39 %.

Другим фондам по отдельности принадлежит менее 3 % акций.
Председатель совета директоров и генеральный директор с июля 2008 года до мая 2017 — Мухтар Кент (до этого времени эти должности занимал Невилл Исделл). С 1 мая 2017 года генеральным директором компании назначен Джеймс Куинси; в апреле 2019 года он стал также и председателем совета директоров.
Президентом компании с октября 2022 года является Джон Мёрфи; кроме этого с марта 2019 года он является главным финансовым директором.

## Деятельность
Основная продукция компании — безалкогольные напитки. Компания продаёт концентраты, сиропы и напитки более чем в 200 странах. Основной регион деятельности The Coca-Cola Company — США, на него в 2022 году пришлось 36 % выручки. В других странах Coca-Cola в основном представлена региональными бутилирующими компаниями, действующими на правах франчайзинга и покупающими у The Coca-Cola Company концентраты. Продажа концентратов в 2022 году принесла 56 % выручки, остальные 44 % дала собственная готовая продукция.
Основными бутилирующими компаниями являются:
- Coca-Cola Europacific Partners действует в странах западной Европы и Азиатско-Тихоокеанского региона, в первую очередь в Испании, Германии, Великобритании, Франции, Австралии, Индонезии, штаб-квартира в Лондоне; крупнейшая бутилирующая компания в системе Coca-Cola по размеру выручки, ей принадлежит 42 завода[6];
- Coca-Cola HBC действует в Европе (кроме западной Европы), России и Нигерии; The Coca-Cola Company принадлежит 23 % акций;
- Coca-Cola FEMSA — Мексика, Центральная и Южная Америка; The Coca-Cola Company принадлежит 29 % акций;
- Arca Continental — Мексика, некоторые регионы Южной Америки и юга США;
- Coca-Cola Beverages Philippines[англ.] — Филиппины;
- Coca-Cola Beverages Africa[англ.] — южная и восточная Африка, штаб-квартира в Порт-Элизабет, ЮАР
- Coca-Cola Korea — Южная Корея;
- Coca-Cola İçecek?! — Турция, юго-западная Азия;
- Swire Group — Гонконг, Китай, Тайвань, Вьетнам, Камбоджа, западные штаты США; штаб-квартира в Гонконге;
- Kirin Holdings — Япония
- Embotelladora Andina S.A.[исп.] — Чили, юг Южной Америки.

Компании принадлежит 5 из 6 самых продаваемых мировых брендов безалкогольных напитков — Coca-Cola, Sprite, Fanta, Coca-Cola Zero Sugar и Diet Coke. Из 64 млрд порций напитков, выпиваемых в мире ежедневно, 2,2 млрд приходится на напитки под брендами компании. Всего система Coca-Cola в 2022 году произвела 32,7 млрд ящиков напитков, из них 17 % в США.
Продукция включает:
- газированные безалкогольные напитки под брендами Coca-Cola, Diet Coke/Coca-Cola Light, Coca-Cola Zero Sugar, Fanta, Fresca, Schweppes (в некоторых странах), Sprite и Thums Up; 69 % продаж;
- вода, спортивные напитки, готовые кофе и чай: Aquarius, Ayataka, BODYARMOR, Ciel, Costa, Dasani, doğadan, FUZE TEA, Georgia, glacéau smartwater, glacéau vitaminwater, Gold Peak, Ice Dew, I LOHAS, Powerade и Topo Chico;
- соки и молочная продукция: AdeS, Del Valle, fairlife, innocent, Minute Maid, Minute Maid Pulpy и Simply.

Основным сырьём для компании являются, помимо воды, пищевые и непищевые подсластители. Используемые пищевые подсластители в США — это фруктозный кукурузный сироп, вне США — сахароза. Основные непищевые подсластители — аспартам, ацесульфам, сукралоза, сахарин, цикламат натрия и стевиозид.
Подразделения по состоянию на 2022 год (выручка бутилирующих компаний не включается):
- Европа, Ближний Восток и Африка — 16 % выручки;
- Латинская Америка — 11 % выручки;
- Северная Америка — 37 % выручки;
- Азиатско-Тихоокеанский регион — 11 % выручки;
- Глобальные предприятия — сеть кофеен Costa Coffee, 7 % выручки
- Инвестиции в бутилирующие компании — 18 % выручки.

Предприятия включают 32 завода по производству концентратов (из них 11 в США), 101 бутилирующий завод (из них 88 независимых бутилирующих компаний), 314 складов, 1636 торговых точек (в основном кофейни Costa).

### Финансовые показатели
| Год                 | 2001…  | 2006…  | 2011  | 2012  | 2013  | 2014  | 2015  | 2016  | 2017  | 2018  | 2019  | 2020  | 2021  | 2022  |
| ------------------- | ------ | ------ | ----- | ----- | ----- | ----- | ----- | ----- | ----- | ----- | ----- | ----- | ----- | ----- |
| Оборот              | 17,37… | 24,09… | 46,54 | 48,02 | 46,85 | 46,00 | 44,29 | 41,86 | 36,21 | 34,30 | 37,27 | 33,01 | 38,66 | 43,00 |
| Чистая прибыль      | 3,969… | 5,080… | 8,584 | 9,019 | 8,584 | 7,098 | 7,351 | 6,550 | 1,283 | 6,476 | 8,985 | 7,768 | 9,804 | 9,571 |
| Активы              | 22,55… | 29,96… | 79,97 | 86,17 | 90,06 | 92,02 | 90,09 | 87,27 | 87,90 | 83,22 | 86,38 | 87,30 | 94,35 | 92,76 |
| Собственный капитал | 11,37… | 16,92… | 31,92 | 33,17 | 33,44 | 30,56 | 25,76 | 23,22 | 18,98 | 19,06 | 21,10 | 21,28 | 24,86 | 25,83 |

На протяжении двенадцати лет (2000—2012) Coca-Cola являлась самым дорогостоящим брендом в мире. В 2009 году компании удалось увеличить стоимость бренда на 3 % и она составила $68,7 млрд.
По состоянию на 2016 год в компании работает 123 тысячи человек, вместе с бутилирующими компаниями — около 700 тысяч, по этому показателю Coca-Cola входит в десятку крупнейших частных работодателей.
В списке крупнейших компаний США Fortune 500 в 2022 году заняла 93-е место.. В списке крупнейших публичных компаний в мире Forbes Global 2000 за 2022 год заняла 114-е место; также заняла 6-е место в списке самых дорогих брендов.

## Спонсорство спортивных мероприятий

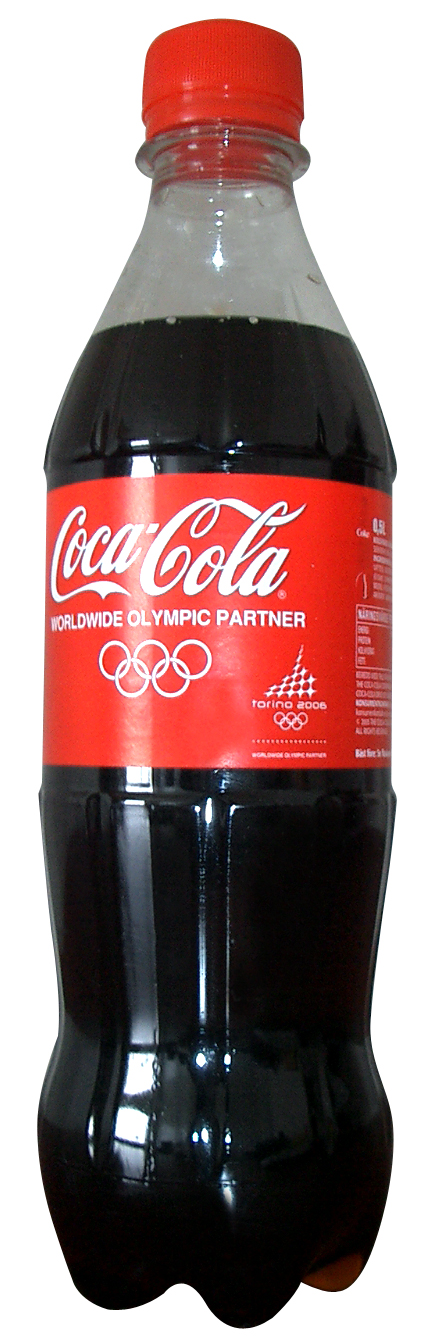
Бутылка «Кока-Колы» с эмблемой олимпийского движения

The Coca-Cola Company — старейший спонсор олимпийского движения. Впервые в этом качестве она выступила в 1928 году. К 2013 году «Кока-Кола» сотрудничала более чем с 190 национальными Олимпийскими комитетами, в том числе с Олимпийским комитетом России. Некоторые факты участия компании в организации олимпийских мероприятий:
- в 1932 году в Лос-Анджелесе «Кока-Кола» преподнесла в дар местному олимпийскому стадиону табло олимпийских рекордов;
- в 1952 году на зимней олимпиаде в Осло компания предоставила вертолёт для сбора средств в пользу норвежских олимпийцев; позднее вертолёт помогал регулировать дорожное движение в норвежской столице;
- на Олимпийских играх 1960 года в Риме компания сделала подарок спортсменам и зрителям — грампластинку с записью музыкального хита тех дней, песни «Arrivederci Roma»;
- в 1964 году на олимпиаде в Токио «Кока-Кола» взяла на себя издание бесплатных карт города, уличных указателей, проспектов о достопримечательностях Токио и Японии, подготовила и выпустила (приобретший большую популярность) англо-японский разговорник;
- в 1968 году «Кока-Кола» взяла на себя расходы по телевизионной рекламе Олимпиады в Мехико, тем самым приобщив миллионы зрителей к духу и азарту самых престижных соревнований мира;
- в 1979 году «Кока-Кола» оказала финансовую помощь Национальному олимпийскому комитету США в создании Американского олимпийского зала славы;
- в 1987 году «Кока-Кола» стала первым спонсором олимпийского музея в Лозанне, подписав соглашение с Международным олимпийским комитетом на сумму 1 млн $;
- в 1988 году открывал и закрывал зимние Олимпийские игр в Калгари так называемый Всемирный хор «Кока-Кола», в состав которого вошли 43 хориста из 23 стран; хор исполнял в том числе одну из «титульных» мелодий олимпиады «Can’t You Feel It?»;
- с 1992 года функционирует радио «Кока-Кола», которое в оперативном порядке транслирует информацию со спортивных мероприятий во время олимпиад. В 2000 году на олимпиаде в Сиднее по каналам этого радио вещали 58 радиостанций из 13 стран мира;
- на олимпиаде в Атланте в 1996 году «Кока-Кола» организовала международную ярмарку тематических значков, в ходе которой было обменяно около 3 млн единиц; такие ярмарки, приуроченные к олимпийским играм и финансируемые «Кока-Колой», стали традиционными;
- в 2002 к Олимпийским играм в Солт-Лейк-Сити «Кока-Кола» заказала известному художнику и дизайнеру П. Максу написать мозаичный настенный узор. В мозаику вошли работы, которые были созданы детьми со всех Соединённых Штатов во время олимпийской эстафеты в 2002 году. Макс скомпоновал и оформил эти работы в гигантском настенном панно, в котором в художественной форме воплотил дух Олимпиады.

С 1992 года компания The Coca-Cola Company выступает в числе организаторов и спонсоров эстафеты олимпийского огня. С 1996 года — эксклюзивный представитель этой эстафеты, взявший на себя основные заботы по её организации на олимпийских играх в Атланте (1996), Нагано (1998), Солт-Лейк Сити (2002; одна из крупнейших эстафет за всю историю: общее расстояние 21 726 км, прошла через 46 американских штатов), Афинах (2004), Турине (2006), Пекине (2008) и Ванкувере (2010).

### Спонсорство чемпионатов мира по футболу
С 1974 года компания The Coca-Cola Company — официальный партнёр ФИФА, а с 1978 года — официальный спонсор чемпионата мира по футболу. В 2006 году по инициативе компании оригинальный Кубок мира ФИФА отправился в первое кругосветное путешествие (англ. Trophy Tour). Проделав путь длиной в 102 570 км, кубок объездил 31 город в 29 странах. Ещё более масштабным стал следующий тур, который стартовал 21 сентября 2009 года в Цюрихе. Маршрут общей протяжённостью 138 902 км был проложен через 83 страны мира, в том числе спортивный трофей был представлен в России.

## Критика
The Coca-Cola Company обвиняется в травле и убийствах профсоюзных активистов на своих заводах в Южной Америке, нарушении прав человека, расизме, а также в загрязнении окружающей среды.

## Дочерние компании
Основные дочерние компании по состоянию на 2022 год:
- США
  - Делавэр: BA Sports Nutrition, LLC; Barlan, Inc.; CCHBC Grouping, Inc.; Coca-Cola Oasis LLC; Coca-Cola Overseas Parent Limited LLC; Coca-Cola Refreshments USA, LLC; Coca-Cola South Asia Holdings, Inc.; fairlife, LLC; Refreshment Product Services, Inc.; The Coca-Cola Export Corporation; The Coca-Cola Trading Company LLC
  - Джорджия: Red Re Captive Insurance Company, Inc.
  - Нью-Йорк: Energy Brands Inc.
  - Флорида: The Inmex Corporation
- Аргентина: Servicios y Productos para Bebidas Refrescantes S.R.L.
- Бермуды: Red Life Reinsurance Ltd.
- Бразилия: Coca-Cola Industrias Ltda. — Brazil; MAA Investimentos e Participacoes Societarias Ltda.; Recofarma Industria do Amazonas Ltda.
- Великобритания: Beverage Services Ltd.; Coca-Cola Holdings (United Kingdom) Ltd.; Costa Ltd.; Fresh Trading Ltd.
- Вьетнам: Coca-Cola Beverages Vietnam Ltd.
- Гонконг: Coca-Cola Holdings (Asia) Ltd.
- Индия: Hindustan Coca-Cola Beverages Private Limited; Hindustan Coca-Cola Holdings Private Ltd.
- Ирландия: Beverage Financial Centre Unlimited Company; European Refreshments Unlimited Company
- Канада: Coca-Cola Ltd.
- Китай: Coca-Cola (China) Investment Ltd.; Coca-Cola Beverages (Shanghai) Company Ltd.
- Коста-Рика: Coca-Cola Industrias, Sociedad de Responsabilidad Ltda.
- Мексика: Servicios Integrados de Administracion y Alta Gerencia, S. de R.L. de C.V.
- Нигерия: C.H.I. Ltd.
- Нидерланды: Dulux CBAI 2003 B.V.
- Острова Кайман: Atlantic Industries
- Сингапур: Coca-Cola Indochina Pte Ltd.; Hindustan Coca-Cola Overseas Holdings Pte. Ltd.; Pacific Refreshments Pte. Ltd.
- Филиппины: Coca-Cola Beverages Philippines, Inc.
- Франция: Coca-Cola Midi S.A.S.; Varoise de Concentres S.A.S.
- Чили: Coca-Cola de Chile S.A.
- ЮАР: Coca-Cola Beverages Africa Proprietary Ltd.
- Япония: Coca-Cola (Japan) Company, Ltd.